# Synagoga Cmentarna w Sewastopolu
Synagoga Cmentarna w Sewastopolu (ros. дом-часовня на еврейском кладбище в Севастополе) – synagoga zbudowana na żydowskim cmentarzu w Sewastopolu. 
Została otwarta 9 czerwca 1905 roku. Istniała do 1929 roku, gdy została zamknięta decyzją lokalnych władz.